# Liste der Kreisstraßen in Kempten (Allgäu)
Die Liste der Kreisstraßen in Kempten (Allgäu) ist eine Auflistung der Kreisstraßen in der bayerischen Stadt Kempten (Allgäu) mit deren Verlauf.

## Abkürzungen
- KE: Kreisstraße in der kreisfreien Stadt Kempten (Allgäu)
- OA: Kreisstraße im Landkreis Oberallgäu
- St: Staatsstraße in Bayern

## Liste
Nicht vorhandene bzw. nicht nachgewiesene Kreisstraßen werden in Kursivdruck gekennzeichnet, ebenso Straßen und Straßenabschnitte, die unabhängig vom Grund (Herabstufung zu einer Gemeindestraße oder Höherstufung) keine Kreisstraßen mehr sind.
Der Straßenverlauf wird in der Regel von Nord nach Süd und von West nach Ost angegeben.
| Nr. KE | Verlauf |
| ------ | --- |
| KE 6   | St 2520 – Ludwigstraße – Stadtgrenze – (OA 6 im Landkreis Oberallgäu)                                                                                  |
| KE 13  | (OA 13 im Landkreis Oberallgäu) – Stadtgrenze – Wiggensbacher Straße – KE 14 in Vorderhalden – Kollerbach – Ried – Reisachmühle – St 2009 in Härtnagel |
| KE 14  | (OA 14 im Landkreis Oberallgäu) – Stadtgrenze – Hohenrader Straße – Hohenrad – Borstadels – Atzenried – Mühlbach – KE 13 in Vorderhalden               |
| KE 18  | St 2520 – Lenzfrieder Straße – Stadtgrenze – (OA 18 im Landkreis Oberallgäu)                                                                           |
| KE 19  | (OA 19 im Landkreis Oberallgäu) – Stadtgrenze – Heisinger Straße – St 2055                                                                             |
| KE 23  | in Rockhöflings/Rößlings – Stadtgrenze – (OA 23 im Landkreis Oberallgäu)                                                                               |
| KE 24  | (OA 24 im Landkreis Oberallgäu) – Stadtgrenze – Laubener Straße – St 2009                                                                              |
| KE 33  | St 2055 – Wirlinger Straße – Stadtgrenze – (OA 33 im Landkreis Oberallgäu)                                                                             |